# Szabó Sámuel (tanár)
Bágyoni Szabó Sámuel (Székelyföldvár, 1829. május 16. – Kolozsvár, 1905. január 1.) református kollégiumi tanár, történész, presbiter, honvédfőhadnagy.

## Élete
Szabó József gazdatiszt és musnai Kiss Klára aranyosszéki székely köznemes szülők fia. Tanulmányait, a bölcseletet és a jogi tanfolyam első évét (1836-1848) Nagyenyeden végezte. Közben 1839-41-ben a segesvári algimnáziumban tanult németül. 1848 őszén a pesti egyetemen rendezett hadtudományi előadásokat hallgatta, majd a nagyváradi tüzérképző iskolában volt. 1849 tavaszán Kézdivásárhelyen a székely tüzérség egyik tanító altisztje volt. Részt vett az oroszok elleni harcokban Háromszékben Gábor Áron mellett. A szabadságharc végén főhadnagy és az I. székely háromfontos üteg parancsnoka volt. Ezután egy ideig bujdosott a gróf Telekiek gernyeszegi jószágán mint asztaloslegény. 1851-ben nevelő lett a gyömrői gróf Teleki családnál, azután a báró Jeszenák, végül a gróf Degenfeld családnál. 1853-tól a téli hónapokban, mint rendkívüli hallgató, vegytant, természettant és ásványtant tanult. 1856 őszén Heidelbergbe ment, ahol két félévet töltött, főleg Bunsen laboratoriumában dolgozott. Párizsban Saint Claire, Deville és Tremy előadásait hallgatta. Közben beutazta Németországot, Svájcot, Belgiumot, Franciaország északi részét, Londonban is hosszabb időt töltött. Göttingenben barátságot kötött Budenz Józseffel és neki is van része abban, hogy belőle magyar tudós lett. 1857. júniusban az erdélyi református főkonzisztórium megválasztotta Marosvásárhelyre tanárnak, de hivatalát csak 1858. szeptemberben foglalta el. Az ásvány-, növénytan és kémián kívül 1860-tól az angol és francia nyelvet is tanította, 1863-tól a VII. és VIII. osztályban a magyar irodalmat adta elő. 1868-ban a kolozsvári református kollégiumba ment át a fizika és kémia tanszékére. Később teljesen a magyar nyelv és irodalom tanítására tért át. 1897-ben nyugalomba vonult. A kolozsvári református egyházközség tiszteletbeli presbitere és a kolozsvári és kolozsmegyei honvédegylet tiszteletbeli elnöke és az EMKE elnöke volt. Beszélt és írt németül, franciául és angolul; értett románul és olaszul.
Cikkeket írt a Gazdasági Lapokba (1852-től), a Budapesti Szemlébe (1863. Apáczai Cseri János életrajza), a Marosvásárhelyi Füzetekbe, az Erdélyi Gazdába, a Méhészeti Közlönybe, a Történelmi Lapokba (1892-95); a napi kérdésekről a M. Polgárba; az 1890-es években a Magyarország c. napilapba is dolgozott.

## Munkái
- A magyar korona országainak rövid földrajza. Kolozsvár, 1860 (3. kiadás. Uo. 1864)
- Az erdélyi ev. ref. fő- és középtanodák I. és II. tanári értekezleteinek ismertetése. Pest, 1864
- A kolozsvári ev. ref. főtanoda régibb és legújabb története. Uo. 1876 (Az 1875. Értesítőből)
- Hunyadi Mátyás Király az Igazságos. Emlékkönyv. A nagy király szobrának leleplezése alkalmából 1902. okt. 12-én az ünneplő nemzetnek ajánlja Kolozsvár városa. Uo. 1902 (Kovács Dezsővel együtt)
- A székelyudvarhelyi codex. A m. tudom. Akadémia nyelvtud. bizottsága meghagyásából sajtó alá rendezte. Bpest, 1908 (Nyelvemléktár XV.)
- Erdélyi néphagyományok, 1863-1884; összegyűjt., szerk., tan., jegyz. Olosz Katalin; Európai Folklór Intézet–Mentor, Budapest–Marosvásárhely, 2009

Szerkesztette a Székely Közlönyt 1867-68-ban; az Erdélyi Gazdát Kolozsvárt, 1869-71-ig, melynek ezentúl is munkatársa volt; az Egyházi és Iskolai Szemlének 1876-81-ig egyik szerkesztője és főmunkatársa volt.